# Leone Emanuele Bardare
Œuvres principales
Il Trovatore (opéra)
Annella di Porta Capuana (opera buffa)
Leone Emanuele Bardare est un librettiste italien né le 25 juin 1819 à Naples et mort dans la même ville après 1874.

## Biographie
Leone Bardare est connu de nos jours principalement pour avoir, à la suite du décès de Salvatore Cammarano, repris et finalisé la rédaction du livret de Il trovatore pour Giuseppe Verdi, créé à Rome le 19 janvier 1853. Bardare a rédigé sur demande de Verdi le livret de Clara di Perth, une reprise « déguisée » de l'opéra Rigoletto qui passa, et c'était bien le but de cette réadaptation du livret, à travers les mailles de la censure des autorités napolitaines, en 1853. C'était au temps du royaume des Deux-Siciles sous occupation des Bourbons d'Espagne.
En 1854, Bardare écrit pour Vincenzo Fioravanti le livret de l'opera buffa Annella di Porta Capuana, créé à Naples le 8 juin.

## Œuvres
- Clara di Perth, opéra, réadaptation de Rigoletto de Giuseppe Verdi
- Annella di Porta Capuana, opera buffa en 3 actes, mis en musique par Vincenzo Fioravanti, 23 juin 1854, Naples